# 刘淑 (党人)

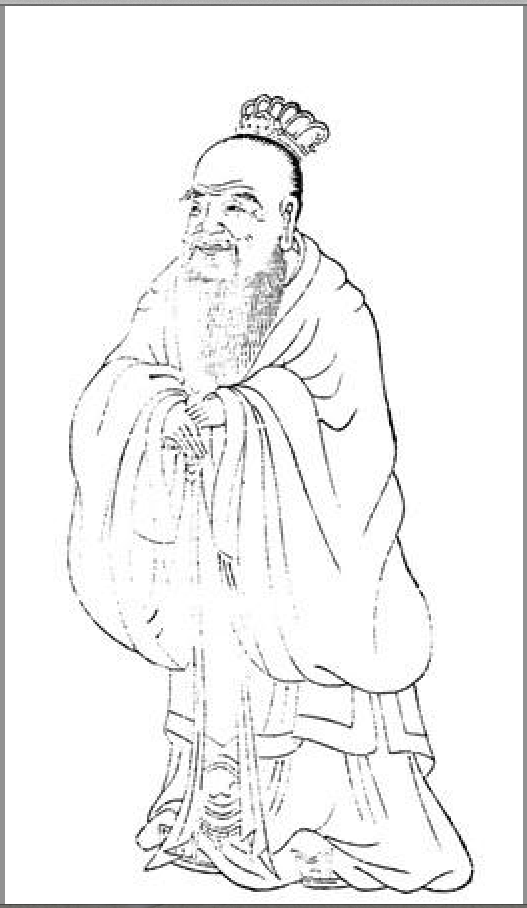
劉淑(東漢黨人)

劉淑（？—169年），字仲承，河間郡樂成县（今河北省沧州市献县）人。早年隱居不仕，官至東漢虎賁中郎將。和名士竇武、陳蕃合稱「三君」。劉為黨人集團精神信仰的依托。

## 人物生平

### 早年經歷
劉淑年輕時學習《五經》之後，就隱居不仕，立精舍講授，學生常達幾百人。州郡以禮相請，五府連闢，都堅辭不去。

### 入朝任職
永興二年（西元154年），司徒種暠推舉劉淑賢良方正，他託病辭謝。漢桓帝劉志聽說劉淑高名，責斥州郡，用轎子把臥病的劉淑抬到京師，劉淑不得已前往洛陽。
對漢桓帝所問，對答為天下第一，被授以議郎。劉淑又陳述時政的得失和災異發生，都有效驗，再升尚書。採納忠言，向漢桓帝的建言，多有補益，又升侍中、虎賁中郎將。
向皇上上疏認為應當罷斥宦官，言詞急切，天子雖然沒有採用，也沒有加罪他。因劉淑是宗室的賢者，特別對他敬重，遇到有疑惑不易決斷的事，經常秘密地問他。

### 被誣自殺
漢靈帝劉宏即位，宦官誣陷劉淑與竇武等通謀，把他投入監獄，劉淑自殺而死。
| 東漢三君 | 劉淑 · 窦武 · 陈蕃 |

## 延伸阅读
[在维基数据编辑]
 《後漢書/卷67》，出自范晔《後漢書》